# Nyfikenhet

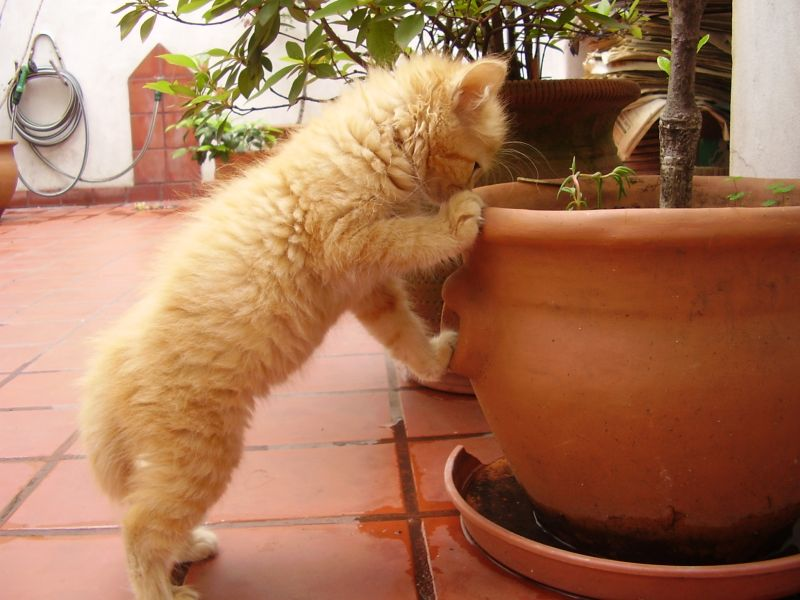
En nyfiken kattunge.

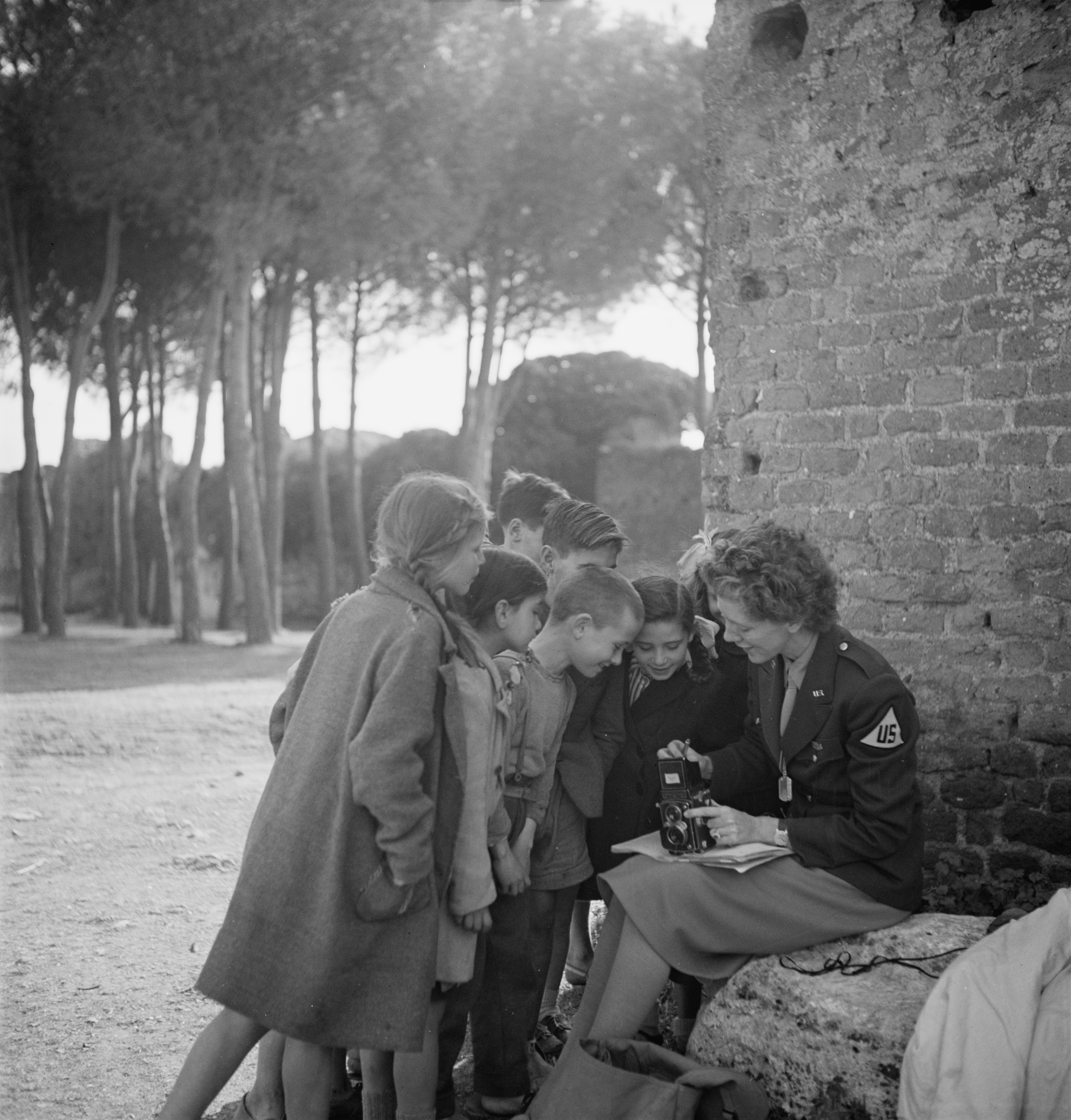
Nyfikna barn samlas kring en fotografs kamera.

Nyfikenhet är en psykisk egenskap som ger impuls till utforskande beteende och inlärning. Det är den inre viljan att veta, och därmed inte i sig ett beteende. Impulsiva personer har svårt att tygla nyfikenheten.
Inom etologin är nyfikenheten ett välkänt fenomen, genom att det är impulsen bakom utforskande beteenden. Sådana beteenden kan lätt konstateras hos flera däggdjur, och verkar fylla flera centrala funktioner för flockdjur, till exempel att få individer att byta miljö vilket ökar möjligheten att variera generna i de olika flockarnas genpooler. Nyfikenheten uppkommer i respons på stimuli, till exempel nya objekt på välkända platser, och handlar om informationsprocesser, att skaffa sig kunskaper. Vilda djur är som regel mer nyfikna än många djurarter som domesticerats. Hos de flesta djurarter och individer är nyfikenhet en impuls som går över efter en stund (habituering). Vissa djurarter och individer har en överdriven nyfikenhet, neofili, medan andra har en inbyggd rädsla för det som orsakar nyfikenheten vilket kan ta sig uttryck i xenofobi.
Nyfikenhet hänger samman med lusten till nya intryck, och ger när den är okontrollerad ett utforskande beteende. Det uppstår normalt under tider av uttråkning och monotoni för att öka den mentala eller känslomässiga stimulansen. Nyfikenheten är därför en viktig faktor bakom motivation, på ett impulsivt plan, medan självkontroll, reflexion och övervägande kan hämma den nyfikna impulsen. Det kan betraktas som en instinkt som är en förutsättning för flera mänskliga aktiviteter vilka samhället bygger på, till exempel forskning, upptäcktsfärder, journalistik. En bestående nyfikenhet inför ett fenomen kallas intresse, medan en överdriven nyfikenhet kan yttra sig i till exempel stalkning (om det gäller en person), instabila livsförhållanden, eller monomani.
Vid upptäckten av nya objekt på välkända platser och andra stimuli som kan ge nyfikenhet, kan nyfikenheten uppkomma tillsammans med rädsla; huruvida impulsen leder till ett utforskande beteende eller inte beror på relationen mellan nyfikenheten och rädslan. En teori om relationerna kallas tvåfaktorteorin, som innebär att både rädsla och nyfikenhet orsakar utforskande beteende. En annan teori kallas Halliday-Lesterteorin, som innebär att rädslan kan vara låg- eller höggradig och att utforskande beteende sker vid låggradig rädsla och att höggradig rädsla orsakar undvikande eller flykt.
Å ena sidan kan nyfikenheten kopplas till instinktiva drifter och begär, såsom sexualiteten, där den orsakar intresset för en annan individ som senare kan utvecklas till en relation. Å andra sidan hänger nyfikenheten samman med behov som säkerhet och trygghet, och yttrar sig då i viljan att veta. I båda fallen syftar nyfikenheten till att skänka personen vällust och överlevnad. Sigmund Freud definierade vissa parafilier såsom bottnande i en störd nyfikenhet, till exempel en nyfikenhet utan skamkänsla eller nyfikenhet som saknar tabu. Nyfikenheten menade dock Freud vara en normal del av libido eftersom den fungerade preparatoriskt, och drev personer till att upptäcka dolda eller täckta delar av objektet för nyfikenheten, till exempel dolda kroppsdelar.
Neuroendokrint regleras den nyfikenhet som syftar till belöning och vällust, av det dopaminerga systemet. Sjukdomar och droger som påverkar dopaminnivåerna eller dess aktivitet, ändrar graden av nyfikenhet och sökandet efter lust och njutning. Sådan belöningssökande nyfikenhet står i detta hänseende i motsats till ångest, undvikandebeteende, fobier och rädsla.